# Aspidistra huanjiangensis
Aspidistra huanjiangensis là một loài thực vật có hoa trong họ Măng tây. Loài này được G.Z.Li & Y.G.Wei mô tả khoa học đầu tiên năm 2003.